# كين روش
كين روش (بالإنجليزية: Ken Roche)‏ هو عداء سريع أسترالي، ولد في 24 أكتوبر 1941.

## وصلات خارجية
- كين روش على موقع النتائج التاريخية لألعاب القوى الأسترالية (الإنجليزية)
- كين روش على موقع أوليمبيديا (الإنجليزية)
- كين روش على موقع اتحاد ألعاب الكومنولث (مؤرشف) (الإنجليزية)